# 万倉の大岩郷

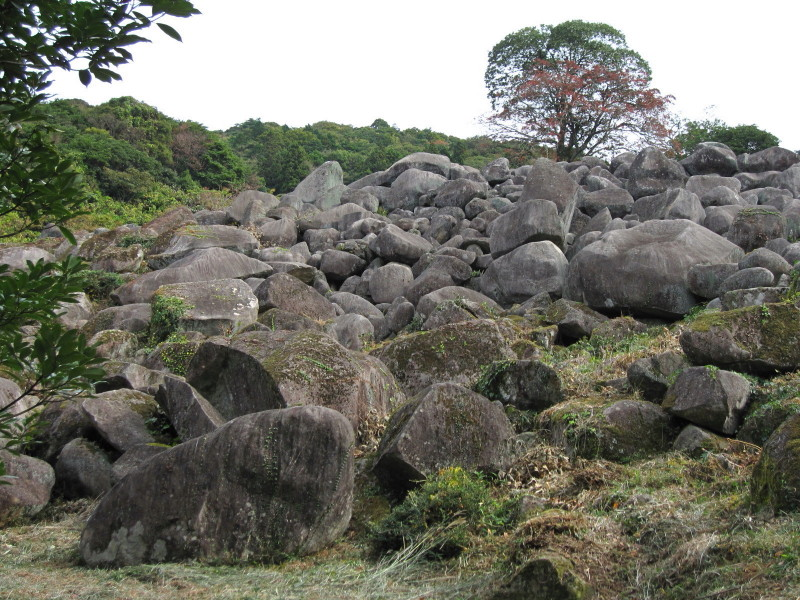
万倉の大岩郷

万倉の大岩郷（まぐらのおおいわごう）は、山口県美祢市奥万倉にある岩塊流である。1935年（昭和10年）12月24日に国指定の天然記念物に指定されている。

## 概要
万倉の大岩郷は美祢市にある金毘羅山の南側、標高320 - 380メートル付近の山腹にあり、長さ110メートル、幅30 - 40メートル、面積3967平方メートルに及ぶ岩海である。この近辺は石英閃緑岩が分布する地域で、直径1 - 6メートルの巨大な岩塊礫が自然に積み重なっている。形成時期は更新世から弥生時代後期までであろうと推定されている。
岩海の成因は、地殻の変動による山崩れと、その後の風化によってできたという説、閃緑岩の節理に沿って粘土部が風化し、流れ去って残ったもの、などの説がある。

## 自然
岩海の周辺にはアオガネシダ、ミヤマノキシダ、シシラン、ムギラン、ウドカズラといった植物が見られる。